# Клуанж
Клуанж (фр. Clouange) насеље је и општина у североисточној Француској у региону Лорена, у департману Мозел која припада префектури Тионвил Уст.
По подацима из 2011. године у општини је живело 3871 становника, а густина насељености је износила 1286,05 становника/km². Општина се простире на површини од 3,01 km². Налази се на средњој надморској висини од 200 метара (максималној 327 m, а минималној 164 m).

## Демографија
| 1962. | 1968. | 1975. | 1982. | 1990. | 1999. | 2011. |
| ----- | ----- | ----- | ----- | ----- | ----- | ----- |
| 3.454 | 4.678 | 4.120 | 4.321 | 3.713 | 3.643 | 3.871 |

График промене броја становника у току последњих година